# Бачин, Сергей Викторович
Сергей Викторович Бачин (род. 18 ноября 1963, Ковров) — российский управленец, предприниматель и инвестор, генеральный директор компании «Васта Дискавери», основатель и основной владелец группы компаний «Агранта», председатель Попечительского совета АНО «Павловская гимназия».

## Биография
Родился 18 ноября 1963 года в городе Ковров.
В 1987 году с отличием окончил физический факультет Московского государственного университета. Позднее получил степень магистра делового администрирования в американском университете Хардфорда по специальности «Корпоративные финансы».
В 1988 году стал научным сотрудником Института геохимии и аналитической химии имени Вернадского. В течение двух лет был региональным финансовым директором компании «Mars» по России, а также три года работал финансовым аналитиком в компании «Pratt & Whitney. United Technologies Сompany».
С 2003 по 2009 год был генеральным директором девелоперской компании «Открытые инвестиции». В 2007 году основал сельскохозяйственную фирму «АгриВолга». С 2009 года является членом наблюдательного совета Российского международного олимпийского университета.
С 2010 по 2014 год — президент группы компаний «ПрофЭстейт», которая занималась строительством олимпийских объектов: РМОУ, курорта «Роза Хутор» и многофункционального гостинично-рекреационного комплекса в центральной части Сочи.
С февраля 2012 года также является председателем совета директоров компании «Агранта». Одно из направлений работы компании — развитие сельского хозяйства, в том числе производство, переработка и продажа органической продукции. «Агранте» принадлежит сельскохозяйственный холдинг «АгриВолга» в Ярославской области (торговые марки — «Углече Поле», «Из Углича», «Углицкие колбасы», «Ярослава»). Основные направления деятельности — производство органической сельхозпродукции, в т.ч. молока и молочных продуктов, мясной продукции, племенная работа по разведению крупного и мелкого рогатого скота. В составе холдинга — 12 молочно-товарных ферм и семь площадок по выращиванию крупного (3600 голов) и мелкого (19 тыс. голов) рогатого скота, 18 овцеферм (более 7 тыс. овец и коз), завод по переработке молока, мясоперерабатывающий завод, Угличский сыродельно-молочный завод.
Среди инвестиций Бачина в туристическую инфраструктуру — туристический комплекс в Завидово, комплекс «Ярославское взморье», ООО «Парк Три Вулкана» на Камчатке
С 2019 года занимает должность генерального директора компании «Васта Дискавери», которая реализует проекты в области девелопмента и развития территорий в различных регионах РФ.
Женат, воспитывает четверых детей.

## Награды и звания
- 2012 — благодарственная грамота правительства РФ за активное участие в реализации программы тестовых мероприятий на олимпийских объектах «Роза Хутор» в Сочи[11].
- 2013 — Орден святого благоверного князя Даниила Московского II степени.
- 2013 — нагрудный знак «Почётный строитель»[12].
- 2014 — Орден Александра Невского[13][14].
- 2014 — Памятная медаль «ХХII Олимпийские зимние игры и ХI Паралимпийские зимние игры 2014 года в г. Сочи».
- 2023 — Орден почёта[15].
- 2024 — Орден Преподобного Сергия Радонежского II степени[16].